# Squadra riserve
Negli sport di squadra, la squadra riserve o seconda squadra è una squadra secondaria organizzata da una società sportiva per far giocare giovani atleti che necessitano di fare esperienza in campo, come pure riserve della squadra principale e giocatori della medesima che devono recuperare da infortuni.
La squadra riserve, a differenza della prima squadra, milita solitamente nei campionati minori.

## Definizione
Questa formazione in alcuni campionati nazionali gioca delle partite ufficiali in serie professionistiche inferiori a quelle in cui si trova la prima squadra e non in categorie giovanili. Possono far parte della squadra riserve atleti sotto contratto che non abbiano superato un certo limite di età e spesso queste formazioni "ospitano" un giocatore della prima squadra che rientra da un infortunio e che deve recuperare la migliore condizione.
Per evitare possibili accordi, in molti casi le squadre riserve non sono ammesse alla coppa nazionale.

## Calcio

### Francia
I club dei primi tre livelli del campionato francese, Ligue 1, Ligue 2 e Championnat National, possono iscrivere una squadra riserve nel Championnat National 2 se il club è dotato di settore giovanile, o nel Championnat National 3 in caso contrario. La restrizione al Championnat National 3 si applica anche nel caso in cui la prima squadra venga retrocessa nel Championnat National 2.
Inoltre, le squadre riserve non possono disputare la Coppa di Francia.

### Germania
Tutti i club possono formare una squadra riserve composta da giocatori di età inferiore ai 23 anni, contraddistinta dal numero romano II nel nome (ad esempio, Bayer Leverkusen II). Le squadre riserve dei club di Bundesliga e 2. Liga devono essere iscritte ad almeno due serie di distanza dalla prima squadra (con retrocessione automatica in caso di retrocessione della prima squadra) e in un campionato non superiore alla 3. Liga., mentre ai club di 3. Liga è permesso iscriverle nel campionato di Oberliga, la quarta serie tedesca.
A partire dal 2008, le squadre riserve non possono disputare la DFB-Pokal e il posto eventualmente conquistato sul campo viene assegnato d'ufficio alla squadra immediatamente successiva in classifica.

### Giappone
Tutti i club possono formare una squadra riserve, a condizione che questa non giochi nello stesso campionato della prima squadra. Inoltre, a differenza di come avviene in molti campionati europei, tali squadre possono disputare la Coppa dell'Imperatore.

### Italia
Nel campionato italiano di calcio, le seconde squadre furono presenti dal 1904 al 1976. In origine partecipavano ai tornei di Seconda Categoria (dal 1904 al 1912) e del Campionato Riserve (dal 1912 al 1922); dopo la sospensione dei campionati per la seconda guerra mondiale e la ripresa, dal 1945 al 1947 le squadre riserve furono inserite nella Prima Divisione e, a partire dal 1954-1955, anche nel Campionato De Martino (che cessò di esistere nel 1976) e nel Campionato Cadetti (rimpiazzato dal Campionato Primavera nel 1962). 
Dalla stagione 2018-2019 sono state nuovamente introdotte le seconde squadre. La prima, nel 2018 è stata la Juventus Next Gen (denominata Juventus U23 fino 2022), seguita nel 2023 dall'Atalanta U23, nel 2024 dal Milan Futuro e nel 2025 dall'Inter U23.
Tutti i club di Serie A possono formare una squadra riserve, che viene iscritta in Serie C compatibilmente coi posti disponibili. Questa squadra può essere promossa in Serie B, vincendo il campionato o i play-off, e può retrocedere in Serie D. La squadra riserve non può partecipare allo stesso campionato della prima squadra, con retrocessione automatica in caso di retrocessione della squadra maggiore, e non può disputare la Coppa Italia nazionale, mentre può disputare la Coppa Italia Serie C e la Supercoppa Serie C se milita in tale campionato.
Le squadre riserve sono formate da giocatori di non più di 22 anni di età nell'anno di inizio della stagione, insieme ai quali sono ammessi 4 calciatori fuori quota senza limiti di età; i calciatori della squadra riserve possono essere presi in prestito dalla prima squadra e possono continuare ad essere impiegati dalla seconda squadra, a condizione che non superino le 5 presenze: in questo caso saranno di fatto esclusi dalla rosa riserve. Non è possibile invece il discorso inverso, non essendo ammessi in squadra riserve giocatori di Serie A o con 50 presenze all'attivo in una qualsiasi massima serie.

### Spagna
Tutti i club possono formare una squadra riserve, a condizione che questa non giochi nello stesso campionato della prima squadra. In genere, la seconda squadra è contraddistinta dalla lettera B nel nome (ad esempio, FC Barcelona B), anche se non c'è una regola specifica in materia. A partire dal 1990, non possono disputare la Coppa del Re.

### Norvegia
È ammessa l'iscrizione di una squadra riserve per tutti i club dei primi due livelli del campionato di calcio norvegese, ovvero l'Eliteserien e la 1. divisjon. Tali squadre devono essere iscritte ad almeno due serie di distanza dalla prima squadra e comunque in un campionato non superiore alla 3. divisjon: in caso di retrocessione della prima squadra in 2. divisjon, le squadre riserve vengono retrocesse d'ufficio. Le squadre riserve, inoltre, devono riportare il numero 2 nel nome della squadra (ad esempio, Bodø/Glimt-2) e l'età massima dei giocatori è 21 anni. Sono ammessi tre fuori quota per ogni squadra.